# Emphysomera nigra
Emphysomera nigra là một loài ruồi trong họ Asilidae. Emphysomera nigra được Schiner miêu tả năm 1868.